# Farragut, Iowa
Farragut är en ort i Fremont County i Iowa. Orten har fått sitt namn efter sjömilitären David Farragut. Vid 2010 års folkräkning hade Farragut 485 invånare.